# Kalominua alta
Kalominua alta is een hooiwagen uit de familie Samoidae.